# Шеремет, Николай Николаевич
Николай Николаевич Шеремет (1924 — 1985) — советский гвардии ефрейтор, старший разведчик-наблюдатель управления дивизиона 158-го гвардейского артиллерийского полка, 78-й гвардейской стрелковой дивизии, 5-й гвардейской армии, 1-го Украинского фронта. Полный кавалер Ордена Славы.

## Биография
Родился 12 декабря 1924 года в селе Ивановка, Полтавской области в крестьянской семье. В 1940 году после окончания девяти классов работал в совхозе.
С 1943 года призван в ряды РККА и направлен в действующую армию — старший разведчик-наблюдатель управления дивизиона 158-го гвардейского артиллерийского полка, 78-й гвардейской стрелковой дивизии, 5-й гвардейской армии, воевал на Степном, 2-м Украинском и 1-м Украинском фронтах, вместе со своим полком и дивизией принимал участие в Битве за Днепр, Кировоградской, Корсунь-Шевченковской, Уманско-Ботошанской, Львовско-Сандомирской и Сандомирско-Силезской и Берлинской наступательных операциях.
В сентябре 1943 года разведчик-наблюдатель гвардии рядовой Н. Н. Шеремет у населённого пункта Сурова в Польше обнаружил и определил координаты восьми пулемётных точек, миномётной батареи, двух населённых пунктов и двух складов противника. Цели дивизионом были уничтожены. За это 22 октября 1944 года Указом Президиума Верховного Совета СССР Н. Н. Шеремет был награждён  Орденом Славы 3-й степени.
С 30 января по 3 февраля 1945 года в боях по расширению плацдарма на левом берегу реки Одер у населённого пункта Линден  в Польше гвардии рядовой Н. Н. Шеремет обнаружил пять пулемётных точек и дзот. 3 февраля 1945 года при штурме населённого пункта Грюничен в Польше сразил более десяти гитлеровцев. 17 мая 1945 года Указом Президиума Верховного Совета СССР Н. Н. Шеремет был награждён Орденом Славы 2-й степени.
С 19 по 26 апреля 1945 года гвардии ефрейтор Н. Н. Шеремет находясь в боевых порядках стрелков, обнаружил пять пулемётных точек, миномётную батарею и противотанковое орудие. Все цели были подавлены. При форсировании реки Шпрее близ населённого пункта Сламен в Германии Н. Н. Шеремет истребил пять вражеских солдат. 28 мая 1945 года Указом Президиума Верховного Совета СССР Н. Н. Шеремет был награждён Орденом Славы 2-й степени. 10 ноября 1970 года Указом Президиума Верховного Совета СССР Н. Н. Шеремет был перенаграждён Орденом Славы 1-й степени.
После войны Н. Н. Шеремет продолжил службу в Советской армии, получил среднее образование. С 1976 года на пенсии в звании мичмана. Жил и работал в Таллине. Умер 29 сентября 1985 года в Таллине.

## Награды
- Орден Славы I степени (1970)
- Орден Славы II степени (1945)
- Орден Славы III степени (1944)
- Орден Отечественной войны I степени (1985)
- Медаль За отвагу (1944)
- Медаль «За боевые заслуги» (1953)
- Медаль «За победу над Германией в Великой Отечественной войне 1941—1945 гг.» (1945)